# Podagrion crassiclava
Podagrion crassiclava är en stekelart som beskrevs av Charles Joseph Gahan 1922. Podagrion crassiclava ingår i släktet Podagrion och familjen gallglanssteklar. Inga underarter finns listade i Catalogue of Life.